# Panzerwaren

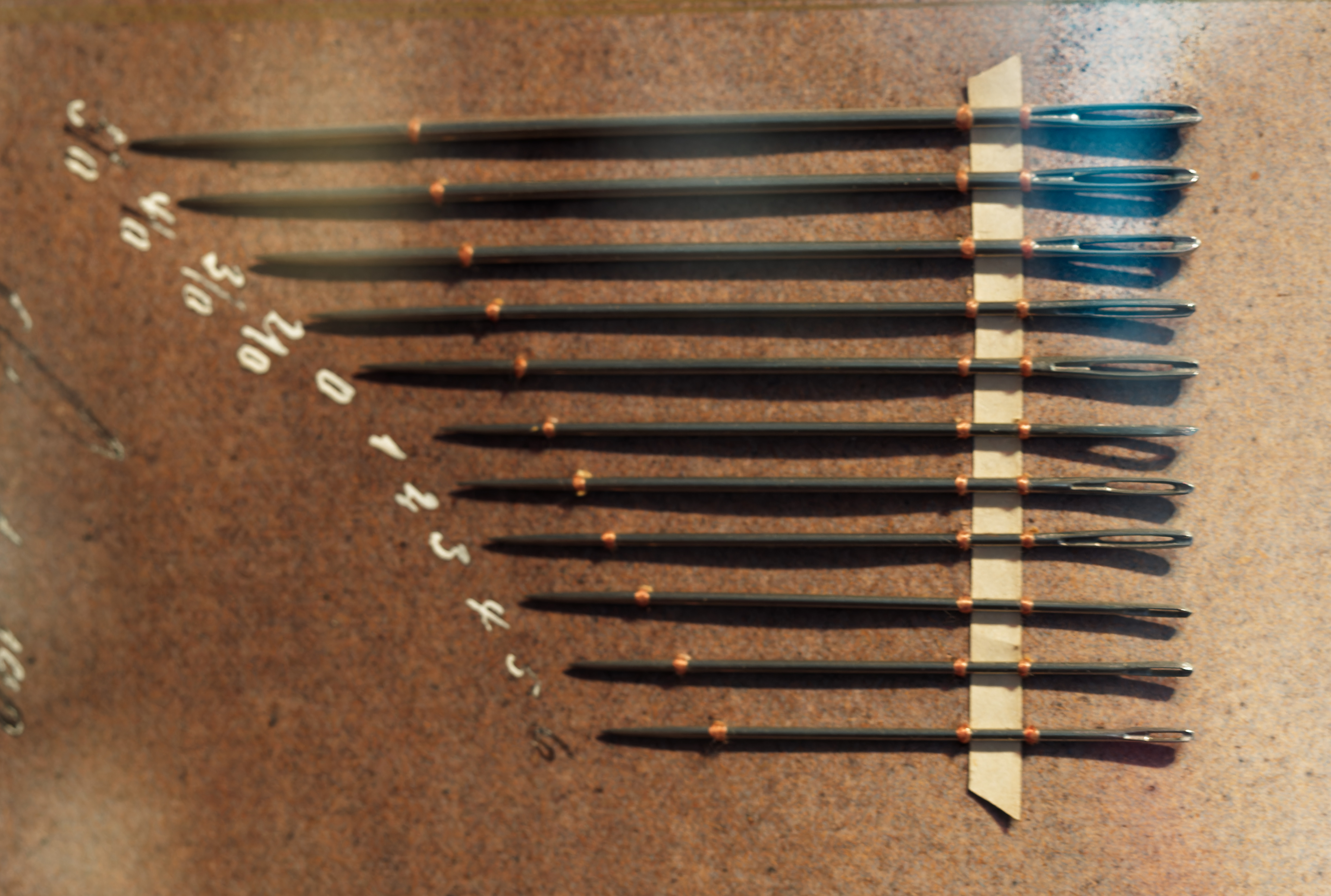
Nähnadeln (Stadtmuseum Iserlohn)

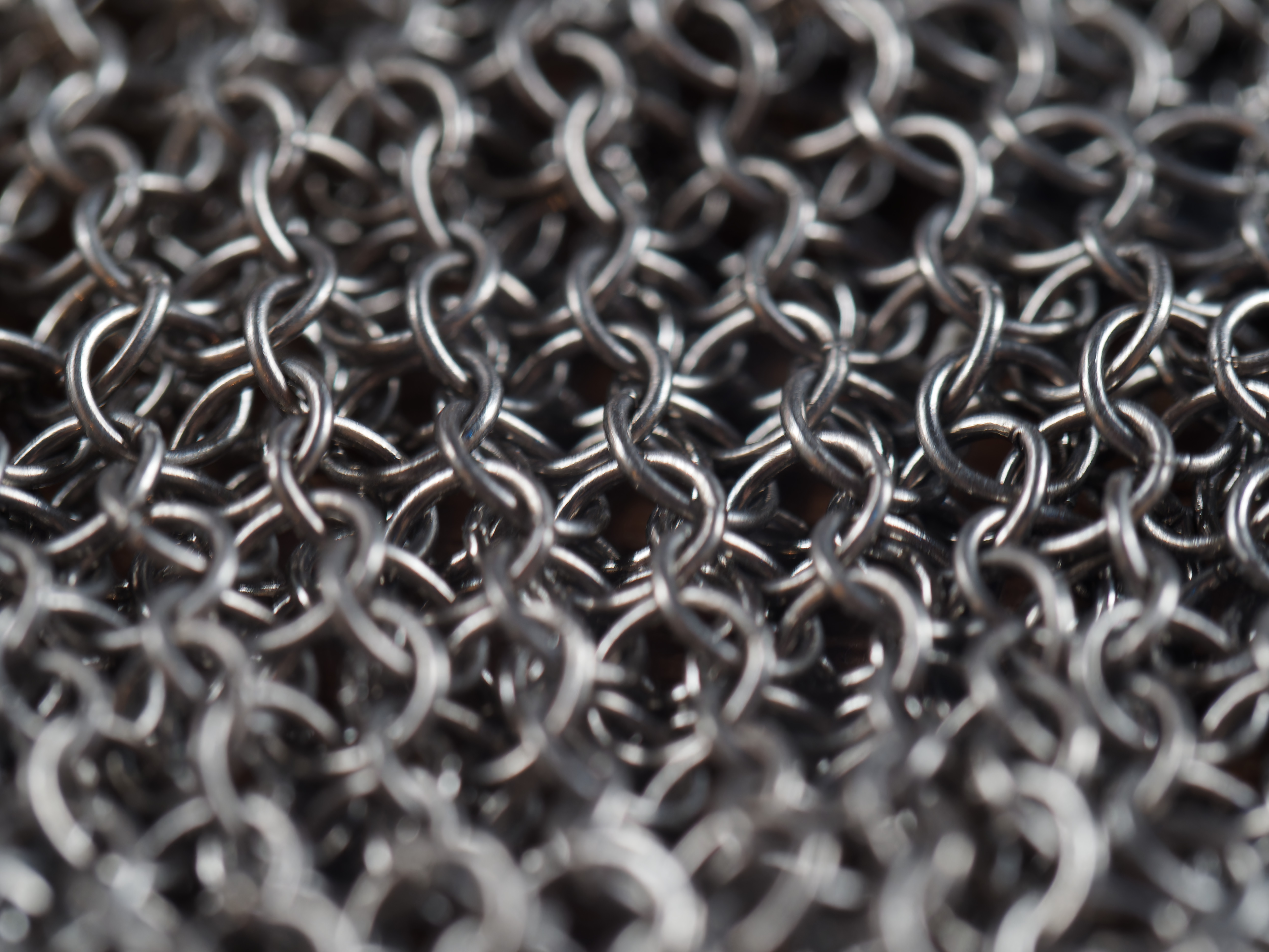
Detail eines modernen Metzgerhandschuhs

Als Panzerwaren – nach der bekanntesten Herkunft auch Iserlohner Panzerwaren – wurden seit der frühen Neuzeit kleine Produkte aus Eisendraht wie Ösen oder Haken bezeichnet. Später verstand man unter diesem Oberbegriff auch eine Vielzahl weiterer Produkte, insbesondere die Herstellung von Nadeln. Der Begriff verbreitete sich überregional und wurde im 19. Jahrhundert auch noch für entsprechende Industrieprodukte verwendet.

## Geschichte
In Iserlohn wurden im Mittelalter Rüstungen wie Brustpanzer oder Kettenhemden von einer darauf spezialisierten Zunft für einen überregionalen Markt gefertigt. Teilweise wurden die Rüstungen exportiert. Ein Kettenhemd aus Iserlohn befand sich zeitweise im Tower of London. Dabei beruhte die Produktion auf einer innerregionalen Arbeitsteilung. Der nötige Draht kam aus den Nachbarkommunen Altena und Lüdenscheid. In Iserlohn wurde er teilweise nochmal zu sehr dünnem Draht gezogen und dann zu den Ringen für Kettenhemden weiterverarbeitet.
Eine Zunft ist seit dem 14. Jahrhundert überliefert. Seitdem war diese auch an städtischen Angelegenheiten beteiligt. Die Statuten von 1570 sind überliefert. Diese wurden in den folgenden Jahrhunderten (1675, 1688, 1705) bestätigt. Sie regelten den Zugang zum Gewerbe, die Organisation der Zunft und ähnliches. Der Handel mit den Produkten war den Mitgliedern der Zunft vorbehalten.
Mit dem Wandel der Militärtechnik durch das Aufkommen von Feuerwaffen nahm die Nachfrage nach Rüstungen ab. Die Handwerker der Panzerzunft wichen auf eine Vielzahl anderer Produkte aus, meist aus gedrehtem oder gebogenem Draht. Es wurden Schnallen, Haken, Ösen, Ketten, unterschiedliche Formen von Nadeln, Angelhaken und anderes in großen Mengen hergestellt. Insbesondere im 18. Jahrhundert kamen neue Produkte hinzu. Nicht zur Zunft gehörten die neuen Stecknadelmacher oder Bügel- und Schnallenhersteller. Deren Produktionsverhältnisse wurden mit eigenen Gewerbeordnungen geregelt. Auf Dauer die größte Bedeutung hatte die Stahlnadelproduktion, die in Iserlohn erst 1800 durch Peter Eberhard Müllensiefen eingeführt wurde. Frühere Versuche der Nadelherstellung blieben unbedeutend.
Das Gewerbe erlebte in der zweiten Hälfte des 18. Jahrhunderts einen Aufschwung. Zunehmend wurden zunftfremde Arbeitskräfte auch in Heimarbeit beschäftigt. Neben den Meistern, Gesellen und Lehrlingen gab es zahlreiche unqualifizierte, oft jugendliche Arbeitskräfte. Immer stärker ging die Kontrolle über den Produktionsprozess auf einige exportorientierte Kaufleute über. Zwischen Herstellern und Kaufleuten spielten die Reidemeister eine vermittelnde Rolle. Letztlich entwickelte sich das Gewerbe zu einem Verlagssystem. Dadurch wurde die Zunftordnung ausgehöhlt. Darauf reagierten die preußischen Behörden mit der Erarbeitung eines neuen Status. Dieses trat 1792 in Kraft. Neben den Meistern, Gesellen und Lehrlingen gehörte auch eine begrenzte Zahl Reidemeister und Kaufleute der Zunft an. Das Verhältnis zu den nichtzünftigen Beschäftigten wurde neu geregelt. Es wurde eine Qualitätskontrolle und verpflichtende Warenzeichen eingeführt. Löhne und Preise wurden jährlich festgelegt.
Die Zunft bestand bis zu ihrer Aufhebung durch die Franzosen 1810. Die Produktion profitierte jedoch davon, dass während der Kontinentalsperre die britischen Güter von ihren Absatzmärkten ferngehalten wurden. Im 19. Jahrhundert wurden die Produkte zunehmend industriell gefertigt. Dabei lag der Schwerpunkt auf der Nadelindustrie. Abgesehen von konjunkturellen Einbrüchen erlebte das Gewerbe bis in die 1850er Jahre einen Aufschwung, danach führten unter anderem die schlechten Verkehrsverhältnisse zu einer Stagnation. Der Begriff wurde auch für ähnliche Fabriken in anderen Orten, etwa die von Noah Wolff in Neheim, genutzt. Ein Eindruck von den Produktionsbedingungen der Nadelindustrie bietet die Historische Fabrikenanlage Maste-Barendorf.